# كايل ديمبسي
كايل ديمبسي (بالإنجليزية: Kyle Dempsey)‏ هو لاعب كرة قدم بريطاني في مركز الوسط، ولد في 17 سبتمبر 1995 في وايتهفن ‏ في المملكة المتحدة. لعب مع نادي بيتربورو يونايتد ونادي كارلايل يونايتد وهدرسفيلد تاون.

## وصلات خارجية
- كايل ديمبسي على موقع قاعدة بيانات كرة القدم.إي يو (الإنجليزية)
- كايل ديمبسي على موقع Soccerbase.com (لاعب) (الإنجليزية)